# Mobile Orchestra
Mobile Orchestra je album od americké synthpopové skupiny Owl City. Bylo vydáno 10. července 2015 a zahrnuje 10 skladeb.
V pěti písních je Owl City doprovázeno jinými umělci jako Aloe Blaccem, Jakem Owenem, Sarah Russell, Hanson a Britt Nicole.
Píseň, kterou Adam Young nazpíval s Aloe Blaccem, s názvem „Verge“ byla vydána jako singl před oficiálním vydáním Mobile Orchestra. Později po Verge vyšly jako singly také skladby „My Everything“ a „Unbelievable“.

## Seznam skladeb
| Mobile Orchestra | Mobile Orchestra                      | Mobile Orchestra                                         | Mobile Orchestra |
| Pořadí           | Název                                 | Text                                                     | Délka            |
| ---------------- | ------------------------------------- | -------------------------------------------------------- | ---------------- |
| 1.               | Verge (feat. Aloe Blacc)              | Adam Young                                               |                  |
| 2.               | I Found Love                          | Adam Young                                               |                  |
| 3.               | Thunderstruck (feat. Sarah Russell)   | Adam Young                                               |                  |
| 4.               | My Everything                         | Adam Young                                               |                  |
| 5.               | Unbelievable (feat. Hanson)           | Adam Young, Matthew Thiessen, Emily Wright, Isaac Hanson |                  |
| 6.               | Bird With A Broken Wing               | Adam Young                                               |                  |
| 7.               | Back Home (feat. Jake Owen)           | Adam Young, Matthew Thiessen, Emily Wright               |                  |
| 8.               | Can’t Live Without You                | Adam Young                                               |                  |
| 9.               | You're Not Alone (feat. Britt Nicole) | Adam Young                                               |                  |
| 10.              | This Isn't The End                    | Adam Young                                               |                  |

## Okolnosti vzniku alba
Po vydání EP The Midsummer Station Acoustic v roce 2013 se plány, podoby a budoucnost dalšího alba několikrát změnily. Nejdříve mělo během roku 2014 vyjít několik EP, poté se po dubnovém Beautiful Times a červnovém Ultraviolet mluvilo o dvou EP a jednom LP, ale nakonec byly na podzim vydány singly You're Not Alone a Tokyo a rok 2014 byl zakončen vánočním singlem Kiss Me Babe, It's Christmas Time.
9. 12. 2014 na Instagramu o chystaném albu píše: „Už jsem skoro hotový s nahrávkou. Posledních pár kosmetických úprav, potom mastering. Nikdy mně nezabralo tolik času vytvořit album, ale jsem neuvěřitelně hrdý na tuto novou kapitolu a nemůžu se dočkat, až si to poslechnete. Jak to bude hotové, uvidíme se na tour v roce 2015.“
21. 12. 2014 na Facebook napsal, že jeho novoroční předsevzetí je „dát svým fanouškům album“.
Jenže poté se dlouho nic nedělo, až 21. 2. 2015 se na oficiálních stránkách Owl City objevuje dopis, kde se Adam omlouvá za nečekané zdržení vydání alba kvůli okolnostem, které nešly předvídat. „Album je dokončené a vyjde později v tomto roce a budu se těšit, až vás všechny uvidím na tour.“
V únoru je také na málo používané stránce ayoungmusic.com zveřejněna zpráva o blížícím se LP, kde budou dva singly z podzimu 2014, a 24. března pak Adam oznámil, že v květnu plánuje singl a v létě album.
Více informací Adam začal zveřejňovat až během dubna. 9. dubna na Instagramu píše, že se věci konečně daly do pohybu a že, i když zatím nemůže sdělit detaily, tak už zná datum vydání singlu, alba a videoklipu. V dalších dnech také informoval, že již proběhl mastering nového alba, že je album schváleno Adamovou nahrávací společností a že byl vybrán první singl.
17. dubna Adam sděluje, že je album na 100% dokončeno a je ve složce v jeho počítači. Dále uvádí, že je to všechno, na čem v průběhu těch uplynulých dvou let pracoval a kromě těchto písní, kdy některé vznikly jen před pár měsíci, jsou také takové, které se zrodily z nahrávek, které Adam vytvořil už před více než sedmi lety, ale které se rozhodl pro Ocean Eyes nepoužít. „Toto album překlenuje roky inspirace a ztělesňuje kreativní integritu, kterou jsem se v sobě naučil posílit a vytříbit.“ Celý vzkaz končí slovy: „Je rok 2015. Owl City je zpět.“ A právě toto heslo se objevuje také v písni „2015“ – krátkém coveru skladby Garden Party, kterou Adam upravil, aby všem svým fanouškům oznámil, že vydání nového alba se blíží.
5. května bylo přes Twitter ESPN Music řečeno, že bude 14. května vydán singl Verge, na kterém Adam spolupracoval s Aloe Blaccem. Po internetu se také začíná šířit audio, kde v pozadí hraje právě část skladby Verge.
Při rozhovoru na tour v Manile Adam prozrazuje, že na novém albu bude 10 písní, které budou odlišné od jeho předchozí tvorby a budou odrážet jeho lásku k nejrůznějším žánrům – od dance music, pop, elektronickou hudbu až po punk rock (vliv Green Day a Blink 182) a také jednu country skladbu. 10. května Adam zveřejňuje ukázku písně Verge a připojuje vzkaz, že další den prozradí více. 11. května oznamuje název alba Mobile Orchestra, které vyjde 10. července, a říká, že předobjednání bude možné od 14. května, tedy dne vydání singlu Verge. K příspěvku je přiložen také obal alba Mobile Orchestra, který byl ale vyvěšen už 8. 5. při koncertu v Manile.
12. května Adam zveřejňuje seznam písní a oznamuje, že při předobjednání Mobile Orchestra bude ihned zdarma skladba Verge a další dvě písně.
28. května byl přes Yahoo zveřejněn videoklip k Verge a na druhý den byl dostupný pro celý svět i na YouTube.
1. června Adam říká, že 5.6. vyjde další singl z alba Mobile Orchestra s názvem My Everything. To bylo nakonec zveřejněno už 4.6. na stránkách RELEVANT, ale u nás dostupné ještě nebylo a pak 5.6. už bylo zveřejněno i s videoklipem na YouTube a bylo k dispozici i na Spotify a na iTunes, kde při předobjednání Mobile Orchestra bylo možné okamžitě stáhnout My Everything, Verge, You're Not Alone a This Isn't The End.
18.6. Adam oznamuje, že následující týden vydá další skladbu z alba. Další den prozradil jméno skladby – „Unbelievable“ – a to už bylo možné na internetu najít jak neoficiální ukázku písně, tak i celou skladbu. 22.6. Adam nabízí, že ještě před vydáním „Unbelievable“ 26.6. je možné na stránkách Owl City odemknout text písně, a to sdílením Adamova Spotify playlistu. Následující den zveřejnil krátkou ukázku písně a 24.6. opět na stránkách Owl City bylo možné odemknout video Behind The Scenes. 26.6. tedy vychází singl a 29.6. k němu animované video. 27.6. Adam sdílí odkaz s kvízem, který spolu s Hanson k oslavě Unbelievable vytvořili. Owl City se spolu s Hanson živě vystupuje 14. července v Today Show stanice NBC.
Za účelem propagace alba probíhala v Severní Americe po celý říjen 2015 On The Verge Tour.
Před vydáním alba vychází na Spotify „Mobile Orchestra Track By Track Commentary.“

## O albu
Název „Mobile Orchestra“ vznikl tak, že Adam ho tvořil všude tam, kde zrovna byl na cestách. „Pořád mám notebook zapnutý. Můžete tolik dělat s vrstvami, tóny a zvuky. Je to doslova jako orchestr v krabici. Pokud si dáte čas vdechnout tomu život, může to být nádherné.“
Objevují se zde dvě již vydané skladby, a to This Isn't The End z EP Ultraviolet a singl You're Not Alone. Další skladba Up All Night je spolu s písní Tokyo zahrnuta na japonské rozšířené verzi (také je zde úvodní půl minutová instrumentální skladba).
Album je jedinečné tím, že kombinuje různé druhy žánrů od country až po taneční písně. Adam říká: „V minulosti jsem dělal alba, která byla navržen jako jediná poslechový zážitek plynoucí od skladby ke skladbě. Tentokrát jsou skladby jako deset zaječích nor, které se rozbíhají do různých směrů. Nikdy jsem nic podobného nevytvořil. Chtěl jsem vymazat tu břidlicovou tabulku a zapomenout na všechno, abych vytvořil novou zkušenost. Prací na tom jsem strávil dva roky, a tak to mělo čas dorůstat mezi jednotlivé nápady.“

## Verge
„Je to o tom být na okraji. O tvém dalším kroku. O tom být nadšený z toho, co má přijít, a o chopení se příležitosti.“
Verge je jednoduchá taneční skladba, dance-EDM, která kombinuje electro, alternative, pop, a R&B. Byla vydána jako singl alba. Již před vydáním 8. května Adam zveřejňoval upoutávku k písni. 10. května sdílí další ukázku a další den říká, že 14. května vyjde singl. Verge tedy bylo vydáno spolu s lyric videem.
20. května Adam sdílí video Behind The Scenes z natáčení Verge v Los Angeles. Oficiální videoklip byl vydán přes Yahoo 28.5., jenže to nebyl dostupný ve všech zemích. Na Instagramu PSWAYZ byl 29. dubna zveřejněn krátký záběr z natáčení videoklipu. Původní návrh videoklipu byla svatba, ale to bylo změněno na téma promoce, neboť byla zrovna doba, kdy studenti, a tedy spousta fanoušků, zrovna promovali, a tak se tato píseň často hrála na promocích křesťanských škol. Sám Adam ji několikrát věnoval všem čerstvým absolventům.
Adam také oznámil, že mají fanoušci vytvořit na Spotify playlisty s názvem Verge a poslat mu je, že on je bude poslouchat, odpovídat na zprávy a odmění některé prémiovými Spotify účty.
„Přemýšlíte o těch životních okamžicích, kdy jsem na okraji něčeho. Je to jako poslední den vašeho života takového, jak ho znáte, a zítra se všechno změní. Může to být promoce na vysoké, nová kariéra, svatební den. Nejste si jistí, kam to povede, ale víte, že to rozjedete. Na Aloe jsme narazili jen tak z ničeho nic a on byl tak laskavý, že této skladbě propůjčil svůj talent.“
Od českého musicserver.cz ohodnotil singl známkou 7/10 a slovy: „Již po prvním poslechu zjistíte, že tohle rádia budou hrát s velkou oblibou. Víceméně dvojče tři roky starého hitu "Good Time" s Carly Rae Jepsen dokonce mnozí považují za doposud nejlepší song od Owl City. Názor si udělejte sami, singlu ale nelze upřít, že je jako dělaný pro sluncem prolité měsíce strávené u vody a po večerech na tanečním parketu. Optimismus, bezstarostnost a radost z něčeho nového jsou základními prvky, z nichž je "Verge" sestaven. Odráží to i samotný klip, který nabízí pohled na nové začátky, jichž se nesmí člověk bát.“
Úvodní větu „ain’t too sure what I believe in, but I believe in what I see“ napsal Aloe, ale Adam k ní vztahuje tvorbu nové éry Owl City: „Konkrétně ta věta mluví o idei, že abych se do toho správného procesu myšlení, musím všechno, co jsem předtím ve své práci postavil, zapomenout. Snažím se vyčistit si paletu a podívat se na to, co je přede mnou. Doopravdy můžu věřit jen tomu, co je přímo před mýma očima. Nechci tvořit příliš na základech své minulé práce a rozhodně se nechci opakovat.“

## My Everything
Jedná se o druhý singl alba. Je to píseň s křesťanskou tematikou, za kterou Adam sklidil smíšené reakce, jak už to u písní tohoto typu bývá.
1. června Adam oznámil vydání této skladby. A 5. června byla My Everything k dispozici ve všech státech a vyšel i videoklip, kde se Adam prochází lesem. O natáčení Adam v e-mailech, které poslal fanouškům, píše: „Je to jednoduchá píseň o víře, a jak nás to vede přes všechny životní úspěchy a pády, pokud si zvolíme cestu následování tam, kam nás to volá. Video jsem natočil v LA a byl to odlišný proces než u kteréhokoliv předchozího videa v tom, že se to skládá pouze ze 6 záběrů. Skladbu jsme rozložili do jednotlivých úseků a zmapovali, kde jeden záběr skončí a další začne, a jsem opravdu nadšený z výsledku.“
Již 4. května sdílí fotku z natáčení a také část textu písně: „I am Yours and You are mine.“
Později na Instagramu zase zveřejňuje video opět z natáčení, kde paní „Gail“ hledá chřestýše, kteří se mohli ukrývat někde v místech, kde se braly záběry. Adam ji obdivuje a věnuje jí za to tuto píseň.
„Píseň v podstatě v několika slovech shrnuje, jak důležitá je pro mě víra. Je to o vlivu, který má víra měla v průběhu mého života a v okruhu mé rodiny a přátel, a o tom, jak je vždy součástí všeho, co dělám. Je to důvod, proč každé ráno vstávám z postele. Mým cílem nebylo kázat, ale jen shrnout, jak je to pro mě důležité. Myslím, že je dobré to pochopit, protože je to vetkáno do látky mého života a toho, kdo jsem.“

## Další písně

### Back Home
V albu se nachází jedna skladba ovlivněná country žánrem, na které Adam spolupracoval s country hvězdou Jakem Owenem. Pro Adama to bylo něco naprosto nového. I když předtím tvořil akustické skladby, toto bylo úplně jiné. Jaka obdivoval Adam už pár let, a tak na návrh svého manažera se rozhodl mu navrhnout, jestli by nechtěl spolupracovat na skladbě a Jake souhlasil. „Snoubili jsme pop s jeho hlasem a pověděli příběh o tom, jaké to je vrátit se domů, obzvláště po dlouhém výletě nebo v našem případě po tou.“ Jake na svém Twitteru reaguje na negativní poznámku, že má Jake zůstat věrný country, odpovědí: „Hudba je umění. Umění je subjektivní. Owl City je úžasný umělec a já jsem opravdu nadšený.“
„Píseň je doslovná. Kdykoliv přijedu domů z dlouhé tour, jedu po té samé dálnici, projíždím ty samé zatáčky, jedu kolem těch samých místech, tak je to něco jako úleva. Jsem z malého města, které je naprostým opakem míst jako Tokio nebo Peking. Když se vrátím domů, vždy pociťuju tento pocit osvobození. Toto jsem chtěl v písni zachytit. Toto je to, co už tolik roků cítím.“

### Unbelievable
S Hanson se Adam snažil zachytit nostalgii pro devadesátá léta. Adam při vydání singlu řekl, že to jedna z jeho oblíbených skladeb z alba. Bezejmennou ukázku sdílí Adam na Instagramu 6.3. Na Twitteru GIST se o spolupráci na skladbě zmiňují již 6.5. A na profilu Owl City na MySpace obal skladby jeden fanoušek objevil 13.6. Adam říká, že nápad spolupráce s Hanson vznikl, když už byla skladba téměř hotová, kdy jeden jeho manažer navrhl zkusit, jestli by Hanson měli zájem.
„Narodil jsem se v polovině 80. let, ale vyrůstal v 90. letech, takže jsem zhruba ve stejném věku, jako ti kluci a měli jsme spoustu témat z písně společných. Prostě jsem je kontaktoval, poslal jim píseň, představil se a řekl, že by bylo skvělé, kdybychom spolupracovali. Oni odepsali, že souhlasí. Napsali druhou sloku, přidali několik doplňků a to, co pro mě bylo přirozené, a mně se to všechno líbilo. Tak si mě představte jako někoho, kdo jak vyrůstá, obdivuje tuto skupinu, a najednou má šanci s nimi spolupracovat na vlastní písni. Byli to ti nejmilejší a nejpohodovější kluci, se kterými může člověk pracovat.“
Zajímavostí je, že sbor z Minneapolis, který zpíval v písni „Good Time“, se objevuje i zde.

### Thunderstruck
S britskou zpěvačkou Sarah Russell Adam vytvořil tuto taneční skladbu. Nápad vznikl ke konci roku 2014, i když přiznává, že počátky písně sahají až někdy do roku 2006 (stejně jako I Found Love). Píseň je o tom, jak se člověk zamiloval a všechno bylo dokonalé, ale zvrat nastal v okamžiku, kdy zjistil, že se zamiloval do ducha. Adam to přirovnává k Edgaru Allanu Poeovi.

### Bird with a Broken Wing
Rocková píseň inspirovaná Adamovou láskou k Blink-182 a Green Day.

### Can’t Live Without You
Balada na akustickém základu.

### I Found Love
Podle Adam je to asi ta nejupřímnější píseň z alba. Zároveň působí pesimisticky, neboť se týká posledních okamžiků před smrtí, kdy se člověk loučí s rodinou a kamarády. Adam se snaží vcítit do této pozice a myslí si, že i když může být nešťastný z toho, že jeho život končí, tak přece je zde i očekávání toho, co přijde, což zrcadlí Adamovu víru.

## Reakce
Z pohledu fanoušků bylo album s napětím očekáváno. Někteří připomínali rozpaky nad The Midsummer Station, které se pro svou odlišnost od Adamovy předchozí tvorby pobouřilo mnohé Hoot Owls. Objevovaly se příspěvky, které se zastávaly Adama a jeho rozhodnutí posunout se jako umělec dál a experimentovat v nových rozměrech a směrech. Hoot Owls prosili ty, kterým se to nelíbí, aby nešířili negativní a kritické komentáře, neboť to Adama musí velmi mrzet.
Hoot Owls také reagovali na Adamovu větu: „Nemůžu se dočkat, až své album představím těm, kteří se cítí spojení s mou hudbou – a pro ty, kteří ne, tak doufám, že se nad to jednoduše dokážou povznést bez rozhořčených poznámek na umělecké volby, na které jsem z celého srdce hrdý.“ Někteří to pociťovali, jako by Adam své staré fanoušky odsunoval se kvůli tomuto výroku, mnozí se ale Adama zastávali, že to nemyslel nijak zle, že jen chtěl říci, že by byl rád, kdyby všichni chápali, že to, co dělá, je jeho dílo a je to hudba, kterou chce tvořit.